# Ophiomyia cicerivora
Ophiomyia cicerivora este o specie de muște din genul Ophiomyia, familia Agromyzidae, descrisă de Spencer în anul 1961.
Este endemică în Pakistan. Conform Catalogue of Life specia Ophiomyia cicerivora nu are subspecii cunoscute.